# Europese dienst voor extern optreden

Logo van de Europese dienst voor extern optreden

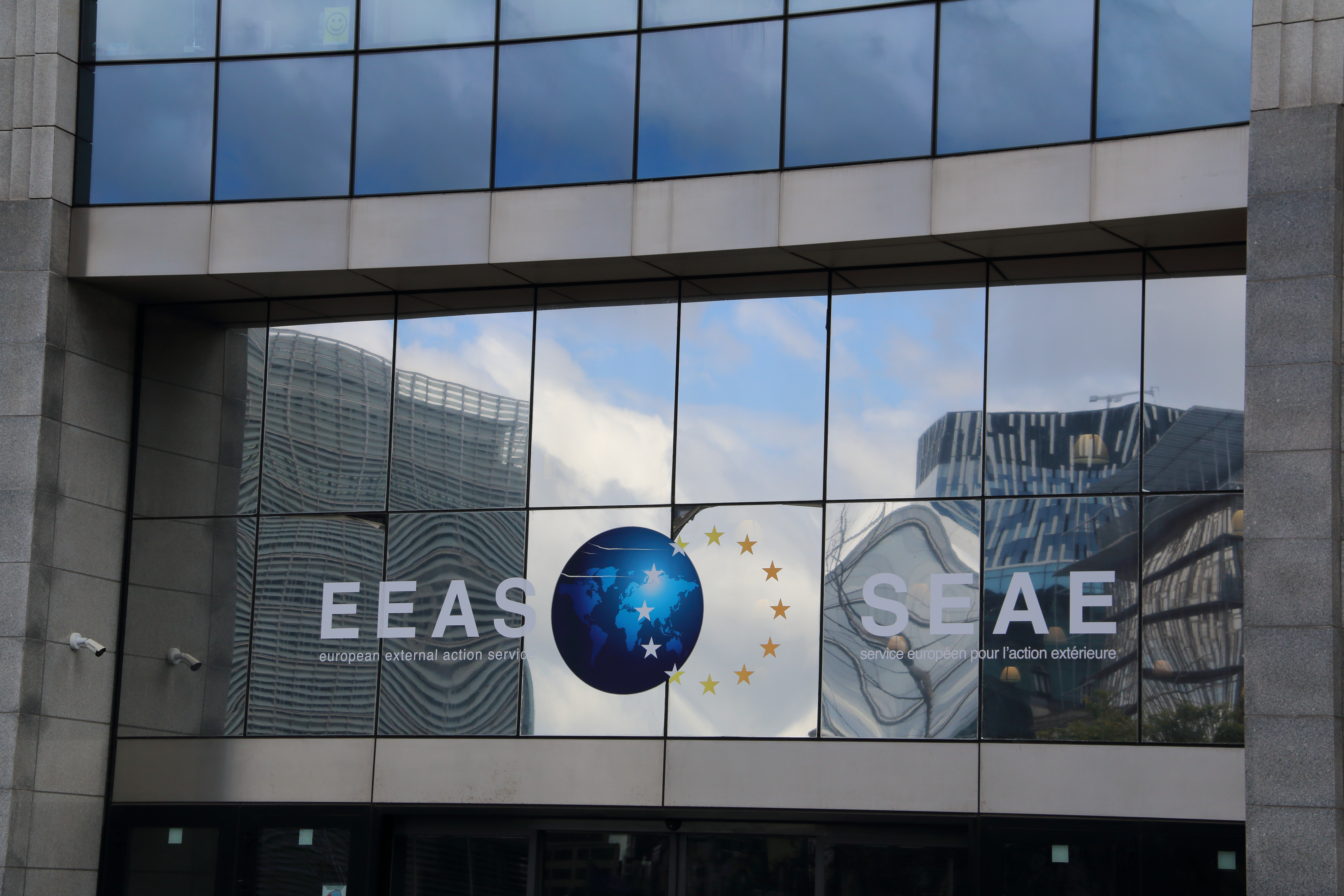
De Europese dienst voor extern optreden in Brussel

De Europese dienst voor extern optreden (Engels: European External Action Service, EEAS) is een orgaan van de Europese Unie dat op 1 december 2009 werd ingesteld door het Verdrag van Lissabon. De dienst wordt genoemd in onderdeel 3 van artikel 27 van het Verdrag betreffende de Europese Unie. Op 1 december 2010 trad de dienst formeel in werking. De dienst is gehuisvest in The Capital aan het Schumanplein.
De EEAS moet de Hoge vertegenwoordiger van de Unie voor Buitenlandse Zaken en Veiligheidsbeleid ondersteunen.

## East StratCom Task Force
Onderdeel van EEAS is de East StratCom Task Force (ESCTF) dat zich richt op effectieve communicatie en promotie van activiteiten van de Europese Unie in oostelijk Europa (Armenië, Azerbeidzjan, Wit-Rusland, Georgië, Moldavië en Oekraïne) en verder (waaronder Rusland). Het vlaggenschip van dit onder onderdeel is het project EUvsDisinfo, een database met daarin artikelen en media die de organisatie heeft aangemerkt als (ten dele) onjuist, dan wel vervormde informatie: desinformatie.

## Weimar Driehoek en Weimar+
De oorspronkelijke “Weimar Driehoek” was een samenwerkingsverband tussen Frankrijk, Duitsland en Polen dat in 1991, vanaf de Derde Poolse Republiek, werd opgericht om de Europese integratie en samenwerking te bevorderen.  Een voorbeeld daarvan was het pleidooi van de groep uit 2024 voor een sterke, geopolitieke Europese Unie.
De “Weimar+ groep” is een uitbreiding de oorspronkelijke groep. De term wordt gebruikt wanneer deze drie landen hun samenwerking uitbreiden door andere landen zoals Spanje of het Verenigd Koninkrijk, of entiteiten zoals de Hoge vertegenwoordiger van de Unie voor buitenlandse zaken en veiligheidsbeleid, bij hun initiatieven te betrekken. Een voorbeeld daarvan was de verklaring van de groep voor steun aan Oekraïne, op 13 februari en op 12 juni 2025.